# Albert Zweep
Albert Zweep (Zuidhorn, 1957 - Ouderkerk aan de Amstel, 2 september 2021) was een Nederlands beeldhouwer.

## Leven en werk
Zweep werd opgeleid aan de lerarenacademie Ubbo Emmius in de stad Groningen onder Henk Op ten Berg. Na zijn eindexamen in 1981 verhuisde hij naar Amsterdam. In de periode 1984-1990 werkte hij met zijn oud-docent Op ten Berg aan gezamenlijke projecten. Zij maakten onder meer een beeldengroep van De aardappeleters in het Van Gogh-jaar (1990). Het werk is opgenomen in de collectie van het Van Gogh Museum. 
Zweep maakte expressieve plastieken in brons. Een voorbeeld hiervan is de Vaste klant (1997) buiten een café in Amsterdam, die doet denken aan een figuur uit de Kronkels van Simon Carmiggelt.
Zweep overleed op 64-jarige leeftijd in het Hospice Zuider-Amstel in Ouderkerk aan de Amstel.

## Enkele werken
- 1995 Bootwerker - Even uitblazen (ook Bootwaarker - Eem poesten), Marktstraat, Delfzijl
- 1997 Vaste klant, Looiersgracht, Amsterdam
- 1999: Aanvallen, verdedigen, koninklijk (leeuw), bij de hoofdingang van Sportcentrum KNVB in Zeist[4]
- De gouden leeuw, oeuvreprijs van de KNVB, toegekend aan Rinus Michels (2005) en Johan Cruijff (2006).
- 2012 Aanleggers of Zeelu, Molenbergplein, Delfzijl

## Foto's

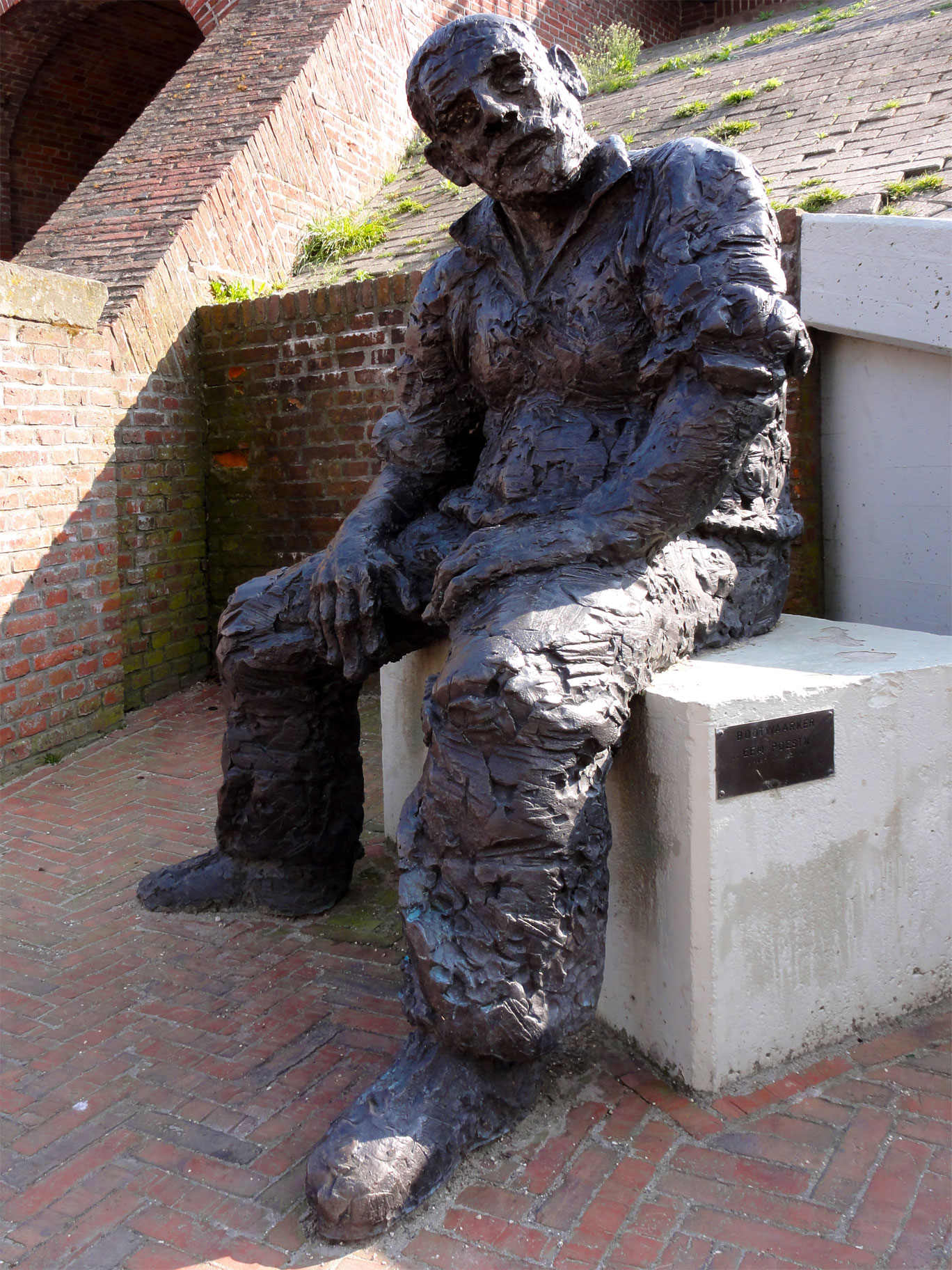
Bootwerker
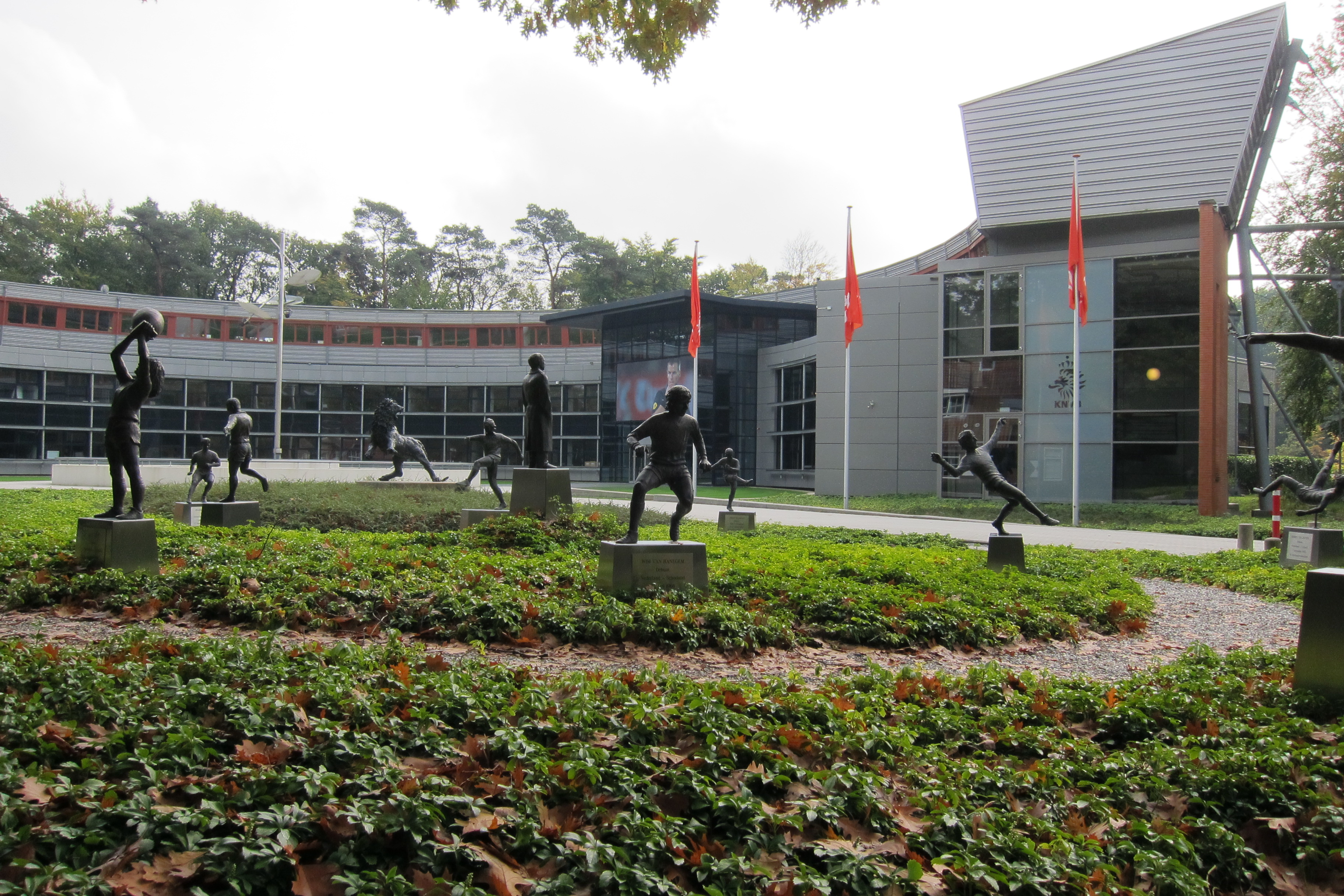
Aanvallen, verdedigen, koninklijk (op de achtergrond)

- RKD-Nederlands Instituut voor Kunstgeschiedenis: 115247